# 谷州
谷州，中国古代的州。
- 即穀州、榖州，隋文帝开皇十六年（596年）置谷州，治所在新安县（今河南省义马市石河村北）。仁寿四年（604年）废谷州。唐高祖武德元年（618年）改新安郡复置谷州，治通洛城（今河南省新安县）。辖境相当今新安县、渑池县二县及孟津县一部分。下辖新安县、渑池县、东垣县三县。武德四年（621年）废除东垣县。唐太宗貞觀元年（627年）移治渑池县（今河南省渑池县北十五里），福昌县（今河南省宜阳县西韩城镇西福昌）、永宁县改属谷州。贞观六年（632年）移治福昌县。贞观八年（632年）虢州长水县改属谷州。谷州下辖福昌县、渑池县、长水县、永宁县。唐高宗显庆二年（657年）废谷州。

唐朝谷州刺史
- - 吕绍宗（618年）
  - 任瑰（武德初年）
  - 贺若怀默（武德、贞观年间）
  - 崔确（贞观年间）
  - 王国卬（贞观年间）
  - 苏农泥熟（贞观年间）
  - 高表仁（贞观年间）
  - 杜正伦（643年）
  - 杜正伦（651年）
  - 裴律师（永徽年间）
  - 高敬言（永徽年间）
  - 房遗义（显庆初年）
- 唐武德三年（620年）置谷州，治所在宋安县（今河南省光山县西南向店乡）。贞观元年（627年）废谷州。

唐朝谷州刺史
- - 高表仁（武德年间）
- 亦作古州。辽朝置谷州，治所在今黑龙江省牡丹江市南郊海浪河注入牡丹江处古城。元朝在此地设古州千户所。
- 金朝元光二年（1223年）升沁源县置谷州，治所即今山西省沁源县。元朝初年再改为沁源县。